# Pinanga tashiroi
Pinanga tashiroi är en enhjärtbladig växtart som beskrevs av Bunzo Hayata. Pinanga tashiroi ingår i släktet Pinanga och familjen Arecaceae. IUCN kategoriserar arten globalt som akut hotad. Inga underarter finns listade i Catalogue of Life.